# Siboras (Pematang Silimahuta)
Siboras is een bestuurslaag in het regentschap Simalungun van de provincie Noord-Sumatra, Indonesië. Siboras telt 2094 inwoners (volkstelling 2010).